# دوري هونغ كونغ لكرة القدم 1996–97
دوري هونغ كونغ لكرة القدم 1996–97 (بالصينية: 1996–97年香港甲組足球聯賽) هو الموسم 52 من دوري هونغ كونغ لكرة القدم ‏. كان عدد الأندية المشاركة فيه 7، وفاز فيه نادي جنوب الصين.